# Джорджо Гецці
Джорджо Гецці (італ. Giorgio Ghezzi, * 10 липня 1930, Чезенатіко — † 12 грудня 1990, Форлі) — колишній італійський футболіст, воротар. По завершенні ігрової кар'єри — футбольний тренер.
Як гравець насамперед відомий виступами за клуби «Інтернаціонале» та «Мілан», а також національну збірну Італії.
Триразовий чемпіон Італії. Володар Кубка чемпіонів УЄФА.

## Клубна кар'єра
У дорослому футболі дебютував 1946 року виступами за команду клубу з рідного містечка «Чезенатіко», в якій провів один сезон.
Згодом з 1947 по 1951 рік грав у складі команд клубів «Ріміні» та «Модена».
Своєю грою за останню команду привернув увагу представників тренерського штабу клубу «Інтернаціонале», до складу якого приєднався 1951 року. Відіграв за «нераззуррі» наступні сім сезонів своєї ігрової кар'єри. Більшість часу, проведеного у складі «Інтернаціонале», був основним голкіпером команди. За цей час двічі виборював титул чемпіона Італії.
Протягом 1958—1959 років захищав кольори команди клубу «Дженоа».
1959 року перейшов до клубу «Мілан», за який відіграв 6 сезонів. Граючи у складі «Мілана» також здебільшого виходив на поле в основному складі команди. За цей час додав до переліку своїх трофеїв ще один титул чемпіона Італії, ставав володарем Кубка чемпіонів УЄФА. Завершив професійну кар'єру футболіста виступами за команду «Мілан» у 1965 році.

## Виступи за збірну
1954 року дебютував в офіційних матчах у складі національної збірної Італії. Протягом кар'єри у національній команді, яка тривала 8 років, провів у формі головної команди країни лише 6 матчів, пропустивши 8 голів. У складі збірної був учасником чемпіонату світу 1954 року у Швейцарії.

## Кар'єра тренера
Розпочав тренерську кар'єру невдовзі по завершенні кар'єри гравця, 1966 року, на нетривалий час очоливши тренерський штаб клубу «Дженоа». Досвід тренерської роботи обмежився цим клубом.

## Титули та досягнення
- Чемпіон Італії (3):

«Інтернаціонале»: 1952–53, 1953–54
«Мілан»: 1961–62,
- Володар Кубка європейських чемпіонів (1):

«Мілан»: 1962–63